# Ajon
Ajoux és un municipi francès situat al departament de l'Ardecha i a la regió d'Alvèrnia-Roine-Alps. L'any 2007 tenia 94 habitants.

## Demografia
El 2007 la població era de 94 persones. Hi havia 40 famílies, i 95 habitatges, 40 habitatges principals de la família, 51 segones residències i 4 desocupats.

## Economia
El 2007 la població en edat de treballar era de 63 persones, 47 eren actives i 16 eren inactives. Hi havia una empresa d'hostatgeria i restauració, una entitat de l'administració pública i una altra empresa de serveis.
L'any 2000 hi havia dotze explotacions agrícoles que conreaven un total de 224 hectàrees. El 2009 hi havia una escola maternal.